# كراسنوغورسك

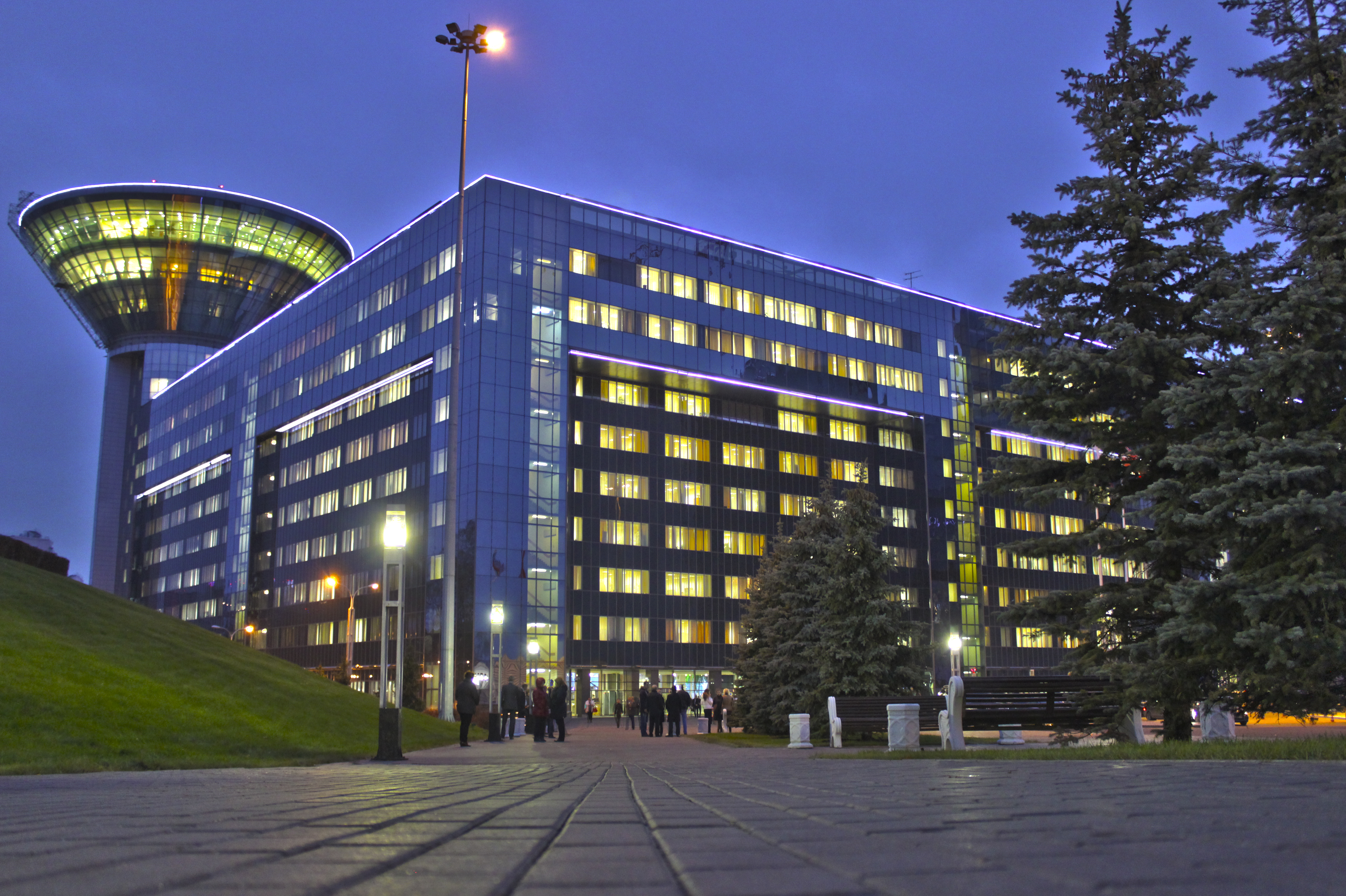

كراسنوغورسك (بالروسية: Красногорск) هي إحدى مدن روسيا في الكيان الفدرالي الروسي موسكو أوبلاست.

## توأمة
لكراسنوغورسك اتفاقيات توأمة مع كل من:
- Plungė [الإنجليزية]‏ منذ (2003 - )
- هوشتات أن در آيش (2003 - )
- إزيوم
- أنتيب (2010 - )
- خورلا (1987 - )
- Wągrowiec [الإنجليزية]‏ منذ (2002 - )
- توكوموس (1993 - )
- Karelichy [الإنجليزية]‏ منذ (1992 - )
- Slivnitsa [الإنجليزية]‏ منذ (1988 - )

## أعلام
- فلاديمير بتروف